# حوا، ادلب
حوا (به عربی: حوا) یک روستا در سوریه است که در ناحیه سنجار واقع شده‌است. حوا ۹۶۰ نفر جمعیت دارد.